# Nanori
La lettura Nanori (名乗り?) o Nanori-yomi (名乗り読み?) è un tipo di lettura dei kanji, utilizzata principalmente nei nomi (come quelli di persona, di luogo o di tempo). 
Nella lingua giapponese solitamente i nomi sono costruiti con kanji dalla pronuncia standard. Molti ideogrammi sono però speciali: quando si presentano nei nomi acquistano una lettura particolare che deve essere imparata di volta in volta. Un esempio è il nome femminile Nozomi (希?). Il nanori può anche essere usato combinato con altre letture, come succede in Iida (飯田?): in questo caso, è usata la lettura nanori di 飯 (いい?, ii) ed il kun'yomi di 田 (だ?, da, forma sonorizzata di ta). Un tempo il nanori era utilizzato come lettura generica di un kanji, ma questa pratica è ormai caduta in disuso.